# ЛАЗ-695
ЛАЗ-695 «Львів» — автобус, що вироблявся з 1956 по 2002 рік на Львівському автобусному заводі.  Окрім Львова, випускався також у Кам'янському  на Дніпровському автобусному заводі, зберігаючи при цьому назву «Львів». Автобуси відзначались високою стійкістю в експлуатації на всіх категоріях автомобільних доріг та простотою конструкції: навіть в 2020-х роках деякі 40-річні автобуси ще працюють на маршрутах у країнах пострадянського простору. 
Автобус не раз піддавався модернізаціям, переважно зі змінами у зовнішньому вигляді корпусу, але при цьому загальна розмірність, компонування кузова та основні агрегати автобуса залишалися незмінними. Найзначнішою зміною відносно базового першого покоління 695/695Б/695Е/695Ж була модернізація передньої та задньої частини у два етапи. Спочатку у другому поколінні 695М були змінені бокові панелі (прибрано вікна на згинах стелі, а бокові вікна були збільшені в висоту) та задня частина (із заміною одного великого «турбінного» повітрозабірника ззаду даху на двоє бічних) при майже незмінній передній масці. А третє покоління 695Н/695НГ/695Д отримало також і осучаснену передню частину («зализана» форма змінилася на «козиркову»). Крім того, змінювалися заводські емблеми та міжфарний простір на передку (як від покоління до покоління, так і в межах поколінь; наприклад, у третьому — від алюмінієвих фальшрадіаторних ґрат здійснено перехід до такої ж чорно-пластмасової і потім - повного її видалення), фари та підфарники, передні бампери, ковпаки коліс та інше.
ЛАЗ-695  мав багато модифікацій та спеціалізованих розробок, загальна кількість вироблених автобусів сягнула приблизно 250 тисяч машин.

## Передісторія
Автобус ЛАЗ-695, постійно модернізуючись, протримався на заводському конвеєрі 46 років, тим самим поставивши абсолютний рекорд по тривалості виробництва однієї моделі автобуса на одному заводі. 

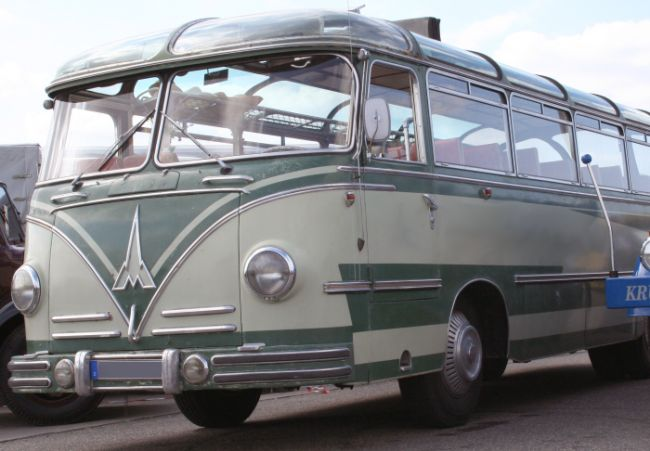
Magirus-Deutz O3500H

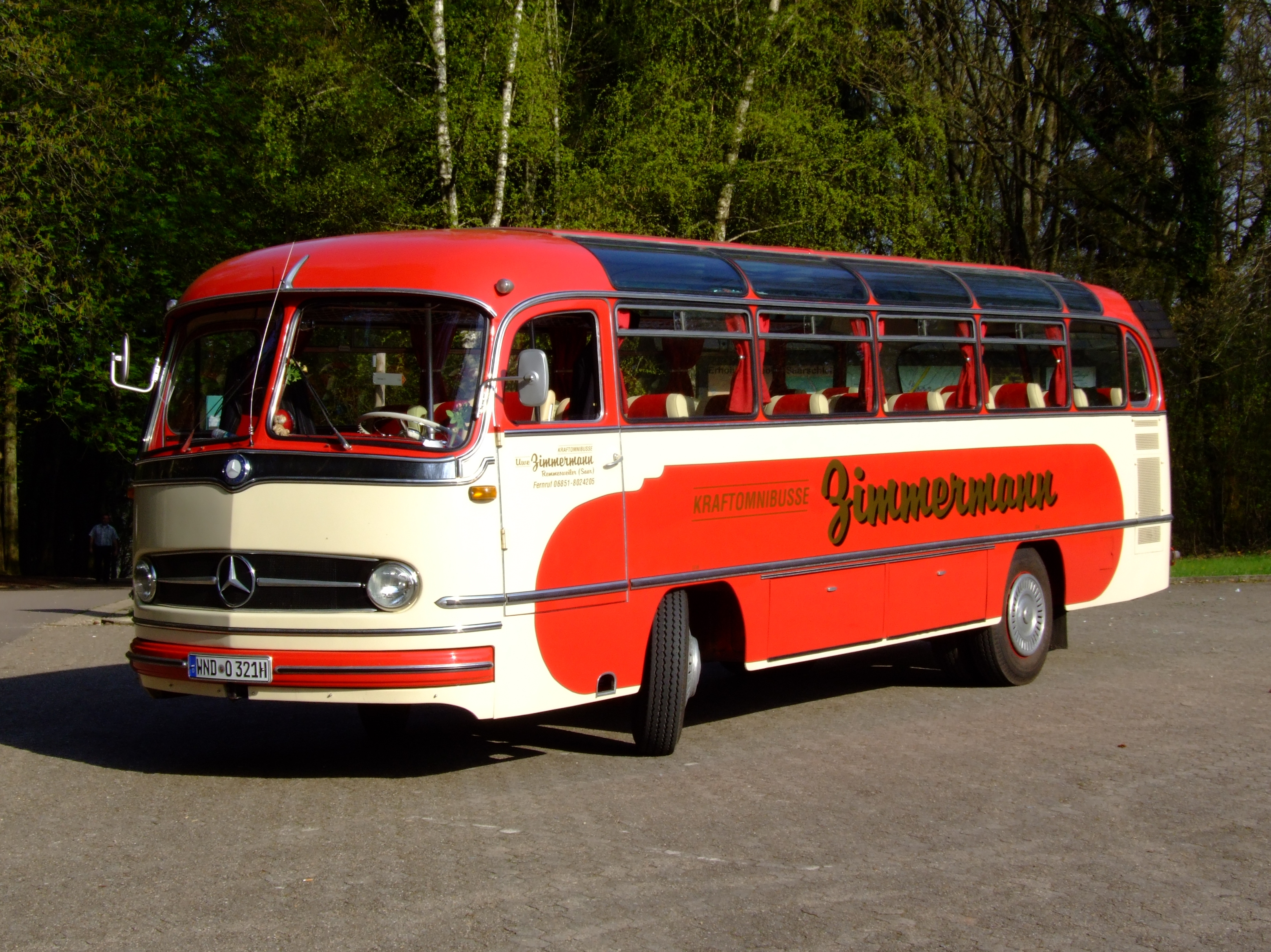
Mercedes-Benz O 321 HL

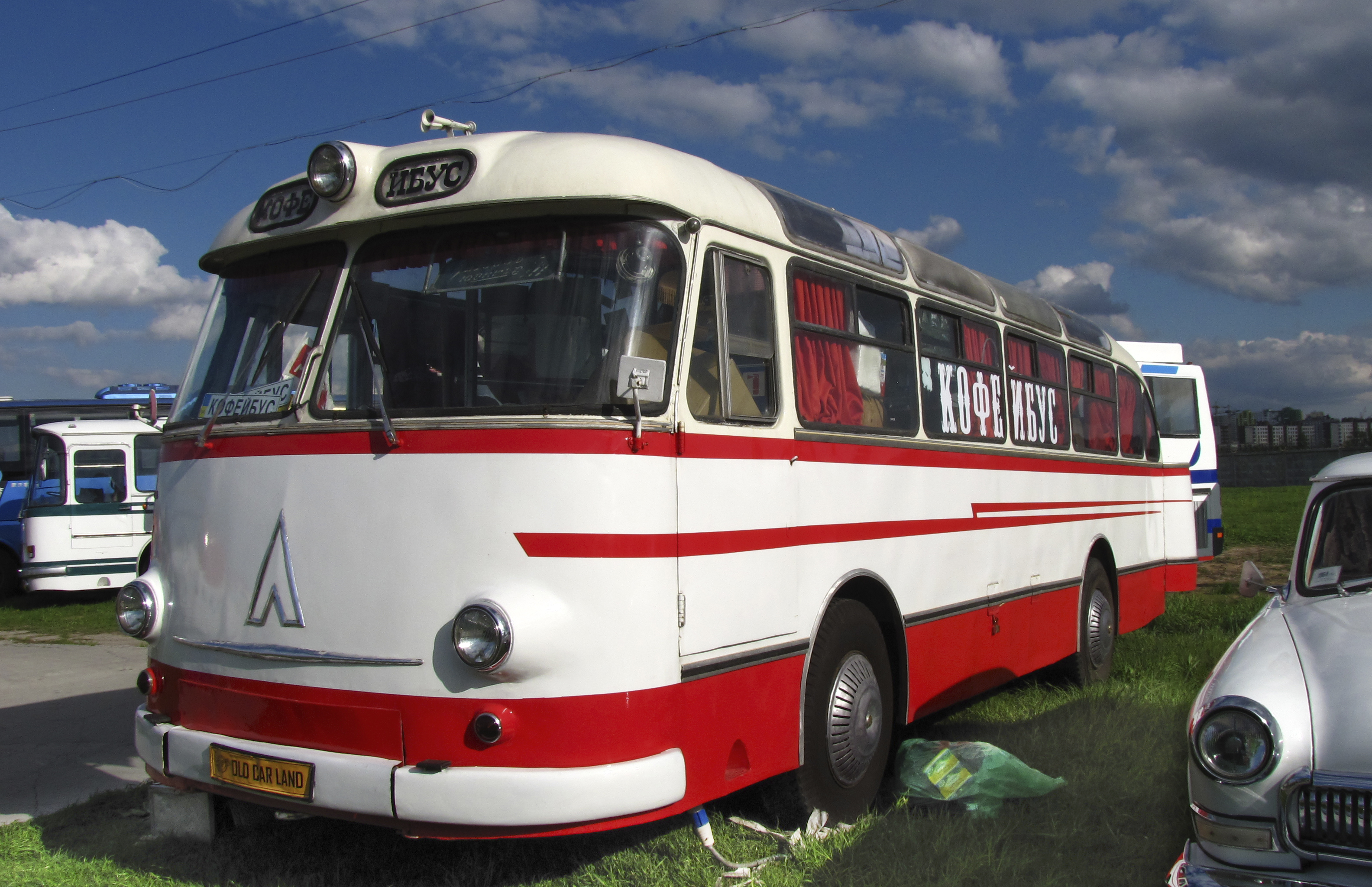
ЛАЗ-695Е 1961 року випуску

ЛАЗ-695 став автобусом-первістком Львівського автобусного заводу, будівництво якого було розпочато ще в 1945 році. З 1949 року на заводі почали виробляти автомобільні фургони, причепи, автокрани, була також випущена дослідна партія електромобілів. Паралельно з будівництвом нового заводу та освоєнням на ньому виробництва автомобільної продукції, йшла організація конструкторського колективу під керівництвом В.В. Осепчугова.  
Спочатку на заводі планували випускати автобуси ЗІС-155 московського Заводу імені Сталіна, але подібна перспектива не влаштовувала молодий колектив КБ. За спогадами першого директора ЛАЗу Б.П. Кашкадамова, В.В. Осепчугов буквально заразив молодих конструкторів, які тільки що залишили інститутські аудиторії, своєю "автобусною хворобою". 
Ініціатива щодо створення власної моделі автобуса на ЛАЗі була підтримана "у верхах" і для ЛАЗу були закуплені зразки найсучасніших європейських автобусів: Магірус, Неоплан, Мерседес. Їх вивчали, досліджували, розглядали з точки зору технологій виробництва на ЛАЗі, в результаті чого конструкція львівського первістка до кінця 1955 року була практично розроблена. 
Відправною точкою при його проектуванні стала конструкція автобуса "Mercedes-Benz O321 HL1", а зовнішні стилістичні рішення були запозичені у автобуса "Magirus-Deutz".

## Перші автобуси ЛАЗ-695
У лютому 1956 року колектив конструкторів заводу ЛАЗ побудував перші дослідні зразки автобуса ЛАЗ-695 з розташованим ззаду двигуном ЗІЛ-124. Подібне компонування з поздовжнім розташуванням двигуна в задньому звисі автобуса було застосоване в СРСР вперше. Кузов ЛАЗ-695 мав також абсолютно нову конструкцію. Всі навантаження сприймалися силовою основою, що являла собою просторову ферму з труб прямокутного перерізу. З цією основою жорстко пов'язаний каркас кузова. Зовнішнє облицювання автобуса було виконане з дюралюмінієвих листів, які кріпилися до каркаса кузова "електрозаклепками" (точковим зварюванням). Дводискове зчеплення і п'ятиступінчаста коробка передач були взяті від автобуса ЗІЛ-158. 

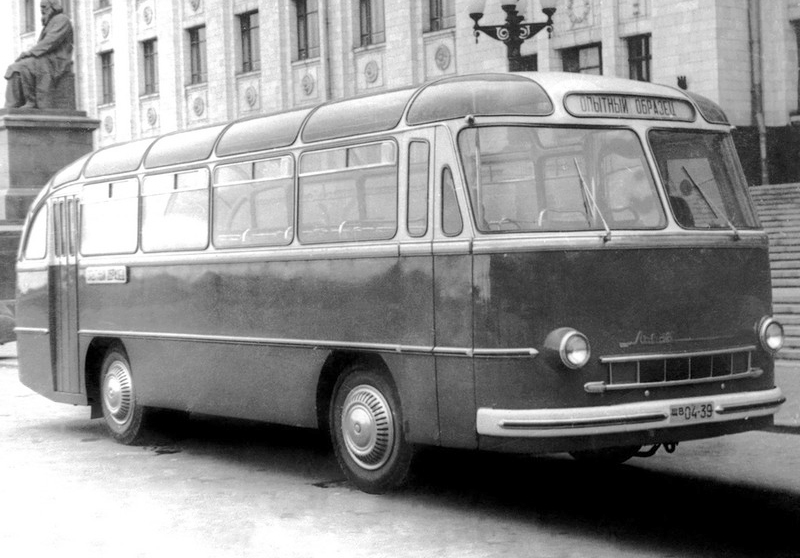
ЛАЗ 695 "Львів"-перша модель серії автобусів 695, 1957 рік

Цікавим нововведенням була залежна ресорно-пружинна підвіска коліс автобуса, розроблена спільно з фахівцями НАМІ. Додаткові коригувальні пружини забезпечували в цілому підвісці нелінійну характеристику - її твердість зі збільшенням навантаження зростала, в результаті незалежно від навантаження створювалися комфортабельні умови для пасажирів. Ця обставина завоювало високу репутацію машин ЛАЗ. Але як міський автобус ЛАЗ-695 був недосконалий: був відсутній накопичувальний майданчик біля вхідних дверей, прохід між сидіннями та вхідні двері для пасажирів мали недостатню ширину. Автобус найбільш вдало міг використовуватись для приміського сполучення, туристтичних і міжміських поїздок. Тому відразу ж були закладені в уніфікований ряд ще 2 моделі: туристична ЛАЗ-697 і міжміська ЛАЗ-699. 
Незважаючи на певні недоліки, ЛАЗ-695 виділявся серед інших вітчизняних автобусів. Тонкі віконні стійки кузова з пересувними кватирками, вбудовані в радіусні скати даху гнуті вікна надавали автобусу легкий, "повітряний" вигляд. Великі радіуси заокруглень на гранях і кутах кузова створювали зоровий ефект обтічної машини. Якщо порівняти ЛАЗ-695 з масовим міським автобусом того часу ЗІС-155, то перший вміщував на 4 пасажири більше, був на 1040 мм довший, але на 90 кг легше і розвивав таку ж найбільшу швидкість - 65 км/год. 
Автобуси ЛАЗ-695 мали цікаву особливість у конструкції. При потребі автобус міг бути легко перероблений під санітарну машину. Для цього достатньо було лише демонтувати сидіння в салоні. У передній частині автобуса, під лобовим склом праворуч від робочого місця водія були передбачені додаткові дверцята в кузові для навантаження носилок з пораненими. Подібне "нововведення" було цілком виправданим в ті часи, коли створювався цей автобус.

## ЛАЗ-695Б

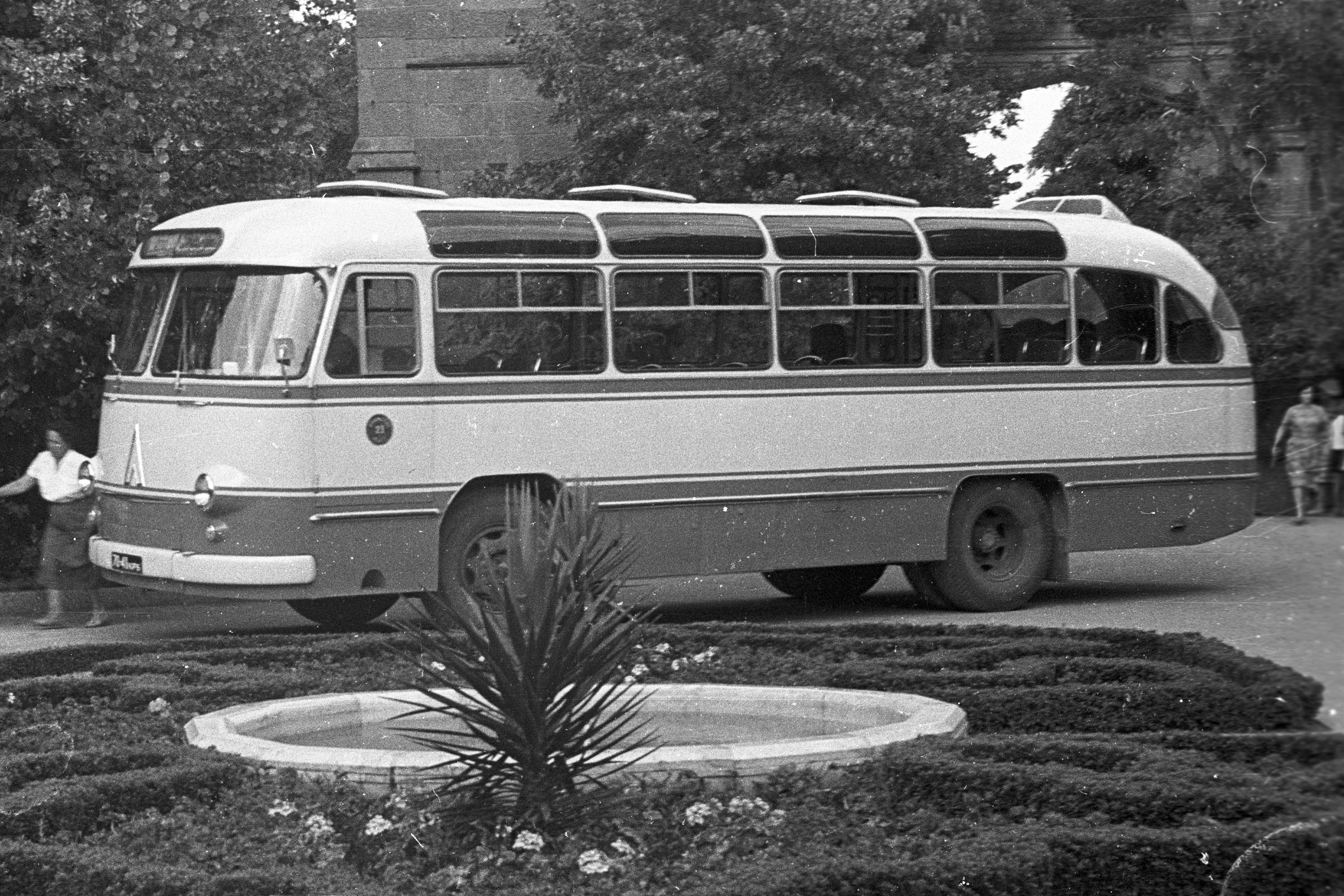
ЛАЗ 695Б

З кінця 1957 машину модернізували: посилено основу кузова, введений пневмопривід відкривання дверей замість механічного. Більш того, з 1958 р. замість бічних забірників повітря застосовано виведений на задню частину даху широкий розтруб. Через нього в моторний відсік надходило повітря, яке містило помітно менше пилу. Змінам піддалися також гальмівна система, опалення автобуса, змінився спосіб установки пасажирських сидінь, нахил рульової колонки водія і багато іншого. Значно модернізовані автобуси, які отримали найменування ЛАЗ-695Б стали випускатися з травня 1958 року і всього до 1964 року виготовили 16718 комплектних автобусів ЛАЗ-695Б, а також 551 кузов для тролейбусів (для ОдАЗ і КЗЕТ) і 10 повністю комплектних тролейбусів ЛАЗ-695Т на їх базі. 
Спочатку серійні ЛАЗ-695Б мали дуже велику площу скління скатів даху, але експлуатаційники постійно скаржилися на завод про слабкість всієї верхньої частини кузова автобусів ЛАЗ. У результаті з автобусів спочатку зникли засклені передні кути скатів даху (осінь 1958 року), а пізніше значно зменшилася скління задніх скатів. Цікаво, що як експеримент у 1959 році був виготовлений екземпляр автобуса ЛАЗ-695Б зовсім без скління скатів даху, але, мабуть, такий сміливий підхід до збільшення жорсткості даху здався комусь занадто радикальним і на серійних машинах скління скатів залишили, але зменшили його площу. Пізніше, до осені 1959 року на автобусах ЛАЗ-695Б була трохи змінена конструкція даху спереду, в результаті чого над лобовим склом автобуса з'явився козирок-«кепочка».

## ЛАЗ-695Е

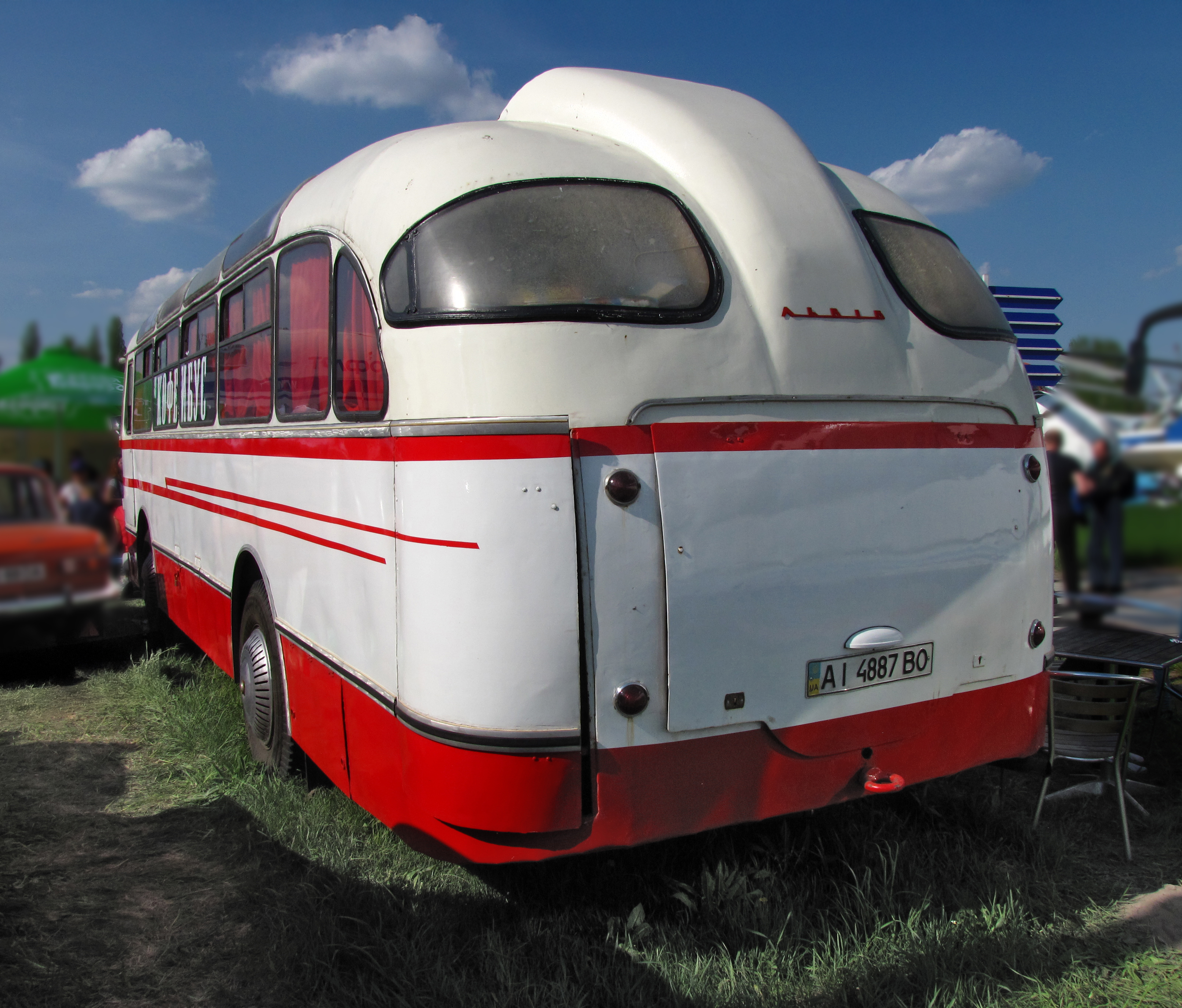

Як тільки ЗІЛ почав виробництво V-подібного восьмициліндрового двигуна ЗІЛ-130, однодискового зчеплення і нової пятиступінчатої коробки передач, постало питання про комплектацію ними автобусів ЛАЗ. Дослідні екземпляри автобуса під індексом ЛАЗ-695Е були виготовлені в 1961 році. Серійний випуск ЛАЗ-695Е почався в 1963 році, але за рік їх всього виготовили 394 екземпляра і тільки з квітня 1964 року завод повністю перейшов на випуск моделі "Е". Усього до 1969 року виготовили 37916 автобусів ЛАЗ-695Е, у тому числі 1346 на експорт. 
Автобуси ЛАЗ-695Е 1963 року випуску зовні нічим не відрізнялися від  моделі ЛАЗ-695Б, але вже з 1964 року всі автобуси ЛАЗ отримали нові - закруглені - колісні арки, за якими ЛАЗ-695Е впізнається одразу.

## ЛАЗ-695Ж
У той же час ЛАЗ, спільно з лабораторією автоматичних трансмісій НАМІ, почав розробку гідромеханічної трансмісії для міського автобуса. Вже в 1963 на ЛАЗі була зібрана перша промислова партія автобусів з такою трансмісією. Ці автобуси отримали найменування ЛАЗ-695Ж. Але за два роки, з 1963 по 1965 рік зібрали всього 40 автобусів ЛАЗ-695Ж, після чого їх випуск був припинений. Справа в тому, що автобуси типу ЛАЗ-695 в основному використовувалися на приміських лініях, а для напружених міських маршрутів вони підходили мало, тому спеціально для великих міст в середині 60-х років створили автобус ЛіАЗ-677. Ось він і отримав гідромеханічну трансмісію, що випускалася на ЛАЗі. Автобуси ЛАЗ-695Ж зовні нічим не відрізнялися від аналогічних автобусів з механічною КПП того ж періоду виготовлення.

## ЛАЗ-695М

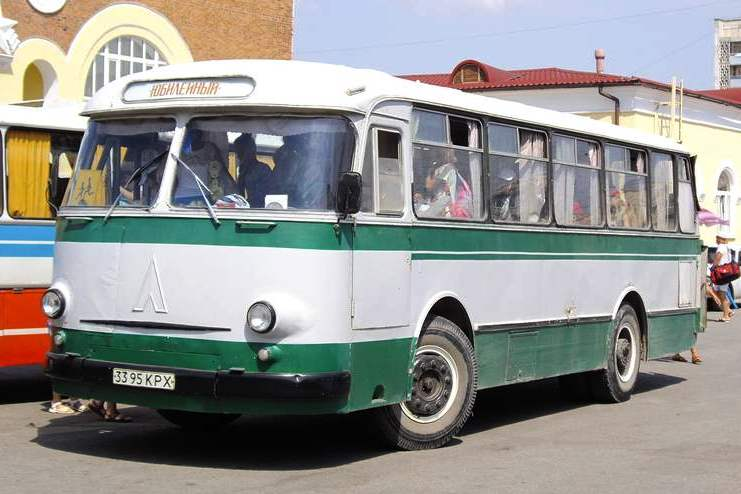
ЛАЗ 695М (1970-1976)

Комплекс нововведень, реалізованих в 1969 р., дозволив серйозно удосконалити базову модель, яка стала називатися ЛАЗ-695М. Він передбачав встановлення на машину більш високих бокових вікон з відповідними змінами в конструкції каркаса кузова. Автобус мав гідропідсилювач керма, задній міст "RABA" (Угорщина) c планетарними редукторами в маточинах коліс, фірмовий Лазівський центральний повітрозабірник був замінений щілинами на боковинах. Машина стала на 100 мм коротшою, а її споряджена маса більшою. Виробництво ЛАЗ-695М тривало сім років і за цей час виготовили 52077 автобусів, в тому числі 164 на експорт.

## ЛАЗ-695Н

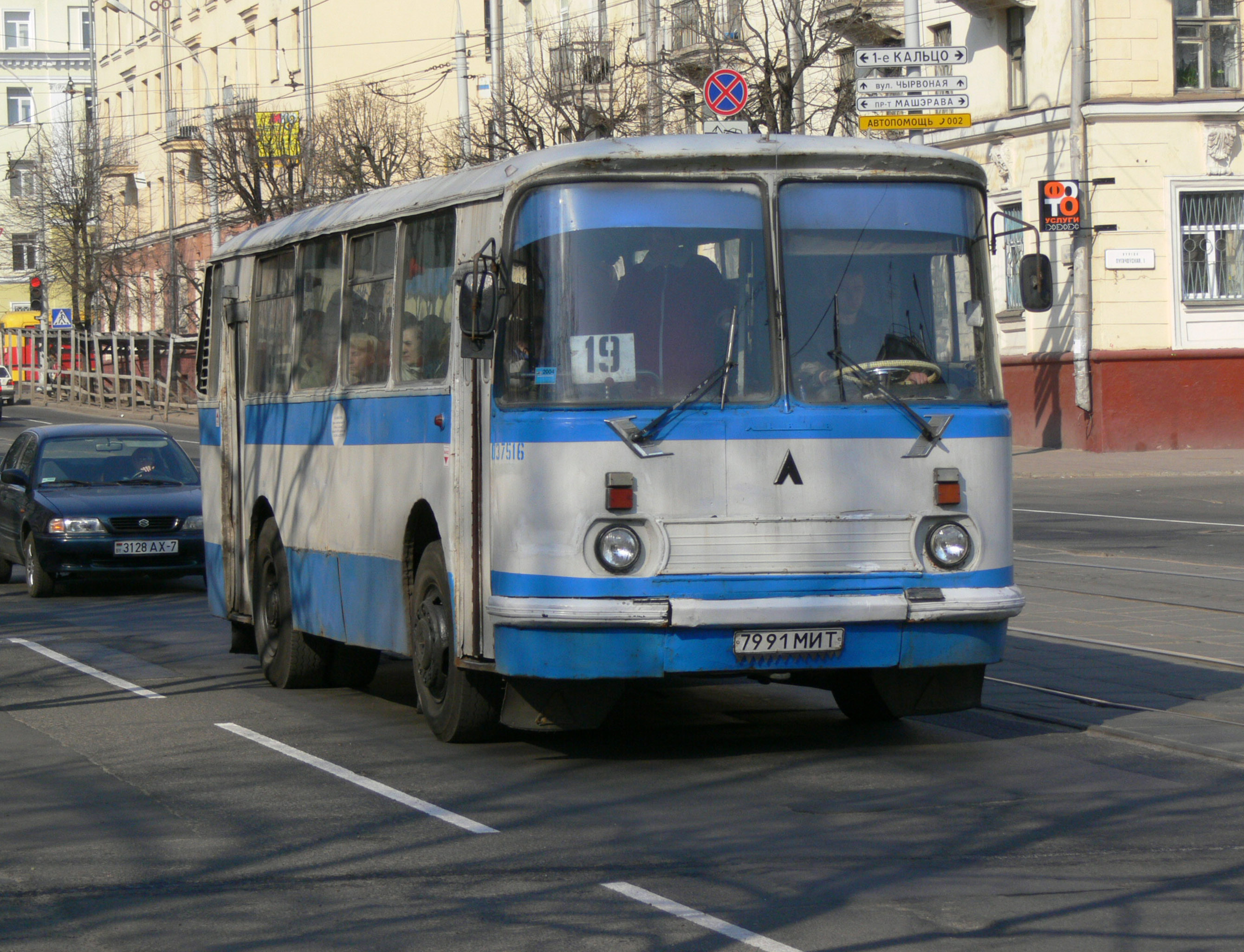
Модель ЛАЗ 695Н (1976-2002)

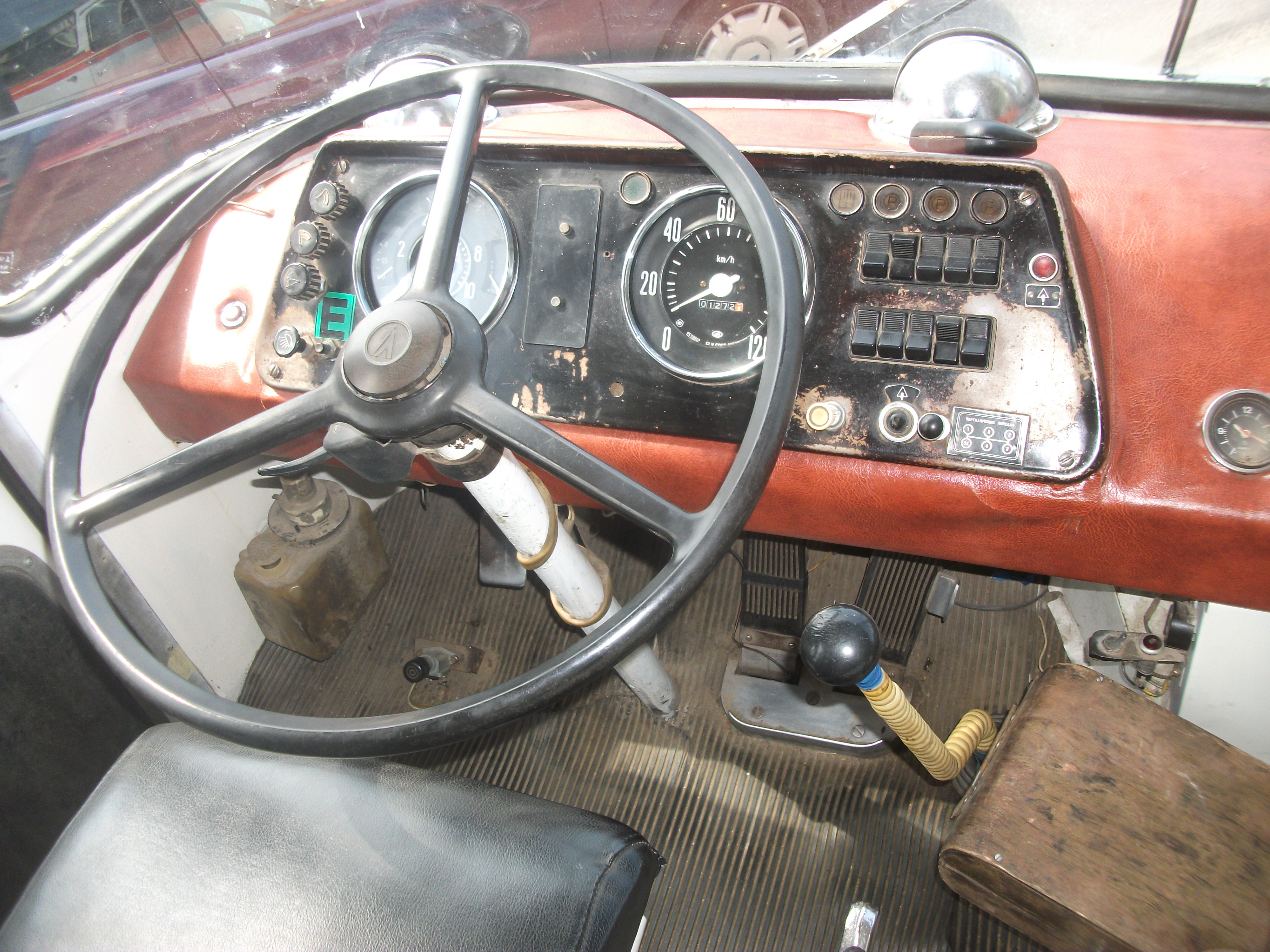
Кабіна моделі ЛАЗ 695Н

Отримавши з 1973 р. нову передню панель кузова з більш високим лобовим склом машина стала називатися ЛАЗ-695Н. Втім, в серію ця модель пішла лише в 1976 році, до цього ж випускалася попередня модифікація. Машини ЛАЗ-695Н кінця 70-х - початку 80-х років мали невеликі віконця зовні над дверима в салон для підсвічуються написів "Вхід" і "Вихід", на пізніших машинах вони були прибрані з конструкції. Також ранні автобуси ЛАЗ-695Н відрізняються від новіших машин формою і розташуванням задньої світлотехніки. 

## ЛАЗ-695Т
Автобус ЛАЗ-695Т є модифікацією ЛАЗ-695Н з двигуном ЯМЗ-236. Випущена відносно невелика кількість таких автобусів.

## ЛАЗ-695НГ
У 1986 році фахівці Всесоюзного конструкторсько-експериментального інституту "Автобуспром" пристосували автобус ЛАЗ-695Н для роботи на природному газі. Балони з метаном, стислим до 200 атмосфер, були розміщені на даху автобуса в спеціальному кожусі. Звідти газ трубопроводами подавався у редуктор, що знижує тиск. Газоповітряна суміш з редуктора надходила в двигун. Завдяки розміщенню балонів на даху автобуса метан, який легший за повітря, при аварійній ситуації моментально вивітрюється вгору, що значно зменшує ризик займання і вибуху газу. 
У 90-ті роки автобуси ЛАЗ-695НГ стали досить поширеними, через паливну кризу в Україні. Крім того, велика кількість автобусів ЛАЗ-695Н була самостійно переведена на метан в автопідприємствах через доступність і нижчу ціну на газ в порівнянні з бензином.

## ЛАЗ-692
Для виконання робіт з ліквідації наслідків Аварії на Чорнобильській АЕС 22 травня 1986 року міністерство автомобільної промисловості СРСР розробило технічне завдання, відповідно до якого Львівському автозаводу було доручено побудувати в червні 1986 року партію з п'яти спеціалізованих автобусів, оснащених захистом від гамма-випромінювання та радіоактивного пилу. Дана модель отримала марку ЛАЗ-692 .
ЛАЗ-692 вироблялися на базі масової моделі ЛАЗ-695Н, але на них встановлювалися свинцеві листи, що закривали більшу частину вікон, а на даху, в якому були відсутні люки, встановлювалися системи фільтрації повітря. ЛАЗ-692, поряд із цивільним ЛАЗ-695Н, використовувався для евакуації місцевого населення та для доставки ліквідаторів на Чорнобильську АЕС. Потім ці автобуси були утилізовані, оскільки зазнали сильного радіоактивного опромінення і були непридатні для будь-якого подальшого використання.

## ЛАЗ-695Д, ЛАЗ-695Д11
У 1993 році на ЛАЗі в експериментальному порядку намагалися встановлювати на автобус ЛАЗ-695 харківські дизельні двигуни Д-6112 від трактора Т-150 і 494Л - від військової техніки. У тому ж 1993 р. Дніпропетровським об'єднанням «ДніпроЛАЗавтосервіс» автобуси ЛАЗ-695Н стали обладнати дизельними двигунами СМД-2307.
Але найефективнішими виявились зусилля «Міжнародного автоторгового об'єднання України». На його замовлення на ЛАЗі розробили і почали виробляти серійно з 1995 року дизельну модифікацію автобуса — ЛАЗ-695Д, який отримав власне ім'я «Дана». Цей автобус оснащувався дизелем Д-245.9 Мінського моторного заводу. Ця модифікація автобуса випускалася серійно на ЛАЗі до 2002 р. і з 2003 р. випускалася на Дніпровському автобусному заводі в місті Кам'янське.
У 1996 р. проект дизельного автобуса було істотно перероблено, у результаті з'явився автобус ЛАЗ-695Д11 «Таня». Координацією цього проекту займалася фірма «Сімаз», що входить до МАО. Від попередньої дизельної моделі автобус відрізнявся розпашними пасажирськими дверима в передньому та задньому звисі, що відчинялись вручну, а також встановленими м'якими сидіннями в салоні. За великим рахунком, це було поверненням до давно знятого з виробництва середнього міжміського автобуса ЛАЗ-697 у новій якості та під новою назвою. Модифікація ЛАЗ-695Д11 "Таня" вироблялася серійно невеликими партіями.

Машини ЛАЗ-695Н кінця 70-х - початку 80-х гг. мали чотири вентиляційні люки в даху і невеликі віконця зовні над дверима в салон з написами «Вхід» і «Вихід», що підсвічуються, на пізніших машинах вони були видалені, а кількість люків скоротилася до двох. Також пізні автобуси ЛАЗ-695Н відрізняються від більш ранніх машин формою та розташуванням передньої та задньої світлотехніки. На ранніх автобусах спереду були встановлені прямокутні фари виробництва східнонімецького Комбінату автомобільної електрики (Рула), такі ж, як у автомобіля «Москвич-412», і алюмінієві фальшрадіаторні грати. З середини 1980-х. алюмінієві грати прибрали, а фари стали круглими. 
У 1978 році на базі ЛАЗ-695Н був розроблений спеціальний навчально-тренувальний автобус для підготовки водіїв, оснащений додатковим комплектом управління та комплектом фіксуючої апаратури.
Для Олімпіади 1980 року та експорту було випущено незначну кількість автобусів модифікації ЛАЗ-695Р з більш зручними та м'якими сидіннями та двостулковими дверима (які раніше також були на дослідних екземплярах ЛАЗ-695Н, але в серію не були запущені). Після Олімпіади автобуси цієї модифікації використовувалися як екскурсійні.
До 1991 року в обов'язковому порядку автобуси ЛАЗ-695Н мали великий люк, що відкривається в передній стінці кузова — у разі військової мобілізації ці автобуси перероблялися в санітарні, а люк призначався для навантаження і розвантаження нош з пораненими. Після 1991 року цю зайву деталь швидко скасували.
У першій половині 1990-х років на ЛАЗ-695Н з'явився гідропідсилювач керма. Тоді ж перестали встановлювати задні мости Раба і знову, як багато років тому, почали комплектувати машину подвійною головною передачею (без колісних редукторів).
На базі автобуса ЛАЗ-695Н випускалися автобуси ЛАЗ-697Н «Турист» (1975-1978) та ЛАЗ-697Р «Турист» (1978-1985).
Автобуси цієї модифікації все ще зустрічаються в країнах колишнього СРСР як приміські, службові та навчальні.

## ЛАЗ-695 сьогодні

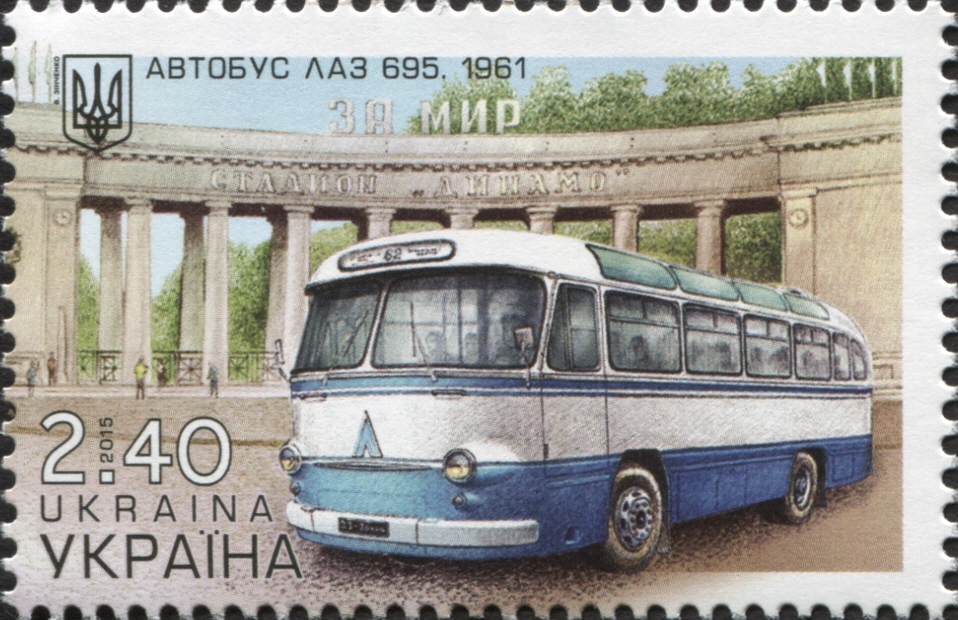
Поштова марка України, присвячена львівському автобусу ЛАЗ-695, 2015 р.

У 2002 році контрольний пакет акцій Львівського автобусного заводу був придбаний російськими бізнесменами. З цього моменту на заводі сталися великі зміни - були зняті з виробництва всі старі моделі і споживачам запропонували автобуси, створені за сучасними технологіями. 
У травні 2002 року прес-служба Львівського автозаводу оголосила про припинення виробництва всіх модифікацій автобусів ЛАЗ-695 та у червні 2002 року виробництво всіх модифікацій ЛАЗ-695 у Львові було припинено.
Але виробництво автобусів ЛАЗ-695Н не припинилося. Вся технологічна документація та оснащення було передано на ДАЗ, де тривало дрібносерійне складання автобусів ЛАЗ-695Н до 2010 року. Дніпродзержинські автобуси ЛАЗ-695Н відрізняються від львівських відсутністю дверей водія, цільнотягнутими бортами без молдингу та жовтим кольором поручнів у салоні. Завод випускав як повністю нові автобуси, так і комплекти кузовів для монтажу агрегатів від старих автобусів ЛАЗ на базі експлуатуючих підприємств.

## Тролейбуси ЛАЗ-695

ЛАЗ 695Т

Стрімкий розвиток тролейбусних систем у багатьох містах СРСР на початку 60-х років і брак рухомого складу для них змусили почати випуск тролейбусних машин з кузовами автобусів. Тролейбус на базі автобуса ЛАЗ-695Б вперше був виготовлений в Баку в 1962 році і отримав найменування БТЛ-62. Він був перероблений з автобуса 1959 року випуску (без козирка і з заднім склом). 
Влітку 1963 року тролейбус на базі автобусного кузова ЛАЗ-695Б був виготовлений безпосередньо на ЛАЗі. В деякій заводській документації вказувався базовий кузов автобуса ЛАЗ-695Е, але, по суті, в той момент ці автобуси відрізнялися тільки моделлю встановлюваного ДВС, якого на тролейбусі не було, тому модель базового кузова для тролейбуса не принципова. Проте, слід виходити з того, що в 1963 році на ЛАЗі основним автобусом був ЛАЗ-695Б, і тільки в 1964 році завод повністю перейшов на виробництво ЛАЗ-695Е. 
Львівський тролейбус отримав найменування ЛАЗ-695Т і був виготовлений на заводі в кількості всього 10 штук. Всі львівські тролейбуси залишилися працювати у рідному місті, а для інших міст випуск тролейбусів був розгорнутий на Київському заводі електротранспорту (КЗЕТ), де він отримав найменування Київ-5ЛА. Для виробництва Києва-5 на КЗЕТ надходили готові кузови львівських автобусів і на заводі електротранспорту тільки монтувалося електрообладнання власного виробництва. Всього на КЗЕТ в 1963-1964 роках зібрано 75 тролейбусів Київ-5ЛА.
Однак, потужностей Київського заводу не вистачало для задоволення потреб у тролейбусах і до виробництва ЛАЗ-695Т підключився (у тому ж 1963 році) Одеський автоскладальний завод (ОдАЗ). Одеський завод до того часу передав виробництво своїх самоскидів до Саранська і фактично залишився без об'єкта виробництва. В Одесі тролейбус отримав найменування ОдАЗ-695Т. Зі Львова на ОдАЗ надходили автобусні кузови з елементами ходової частини, а з Києва все електроустаткування. Зібрані на ОДАЗ тролейбуси в основному призначалися для тролейбусних парків прилеглих обласних центрів, що мали на той час тролейбусний рух. Всього в Одесі за три роки (1963-1965 рр.) зібрали 476 тролейбусів ОдАЗ-695Т. 
На тролейбусах типу ЛАЗ-695Т (а також Київ-5ЛА і ОдАЗ-695Т) був встановлений електродвигун потужністю 78 кВт, а сам тролейбус був здатний розвивати швидкість 50 км/год. У порівнянні з найрозповсюдженішим тролейбусом того часу МТБ-82, львівський тролейбус вийшов набагато легшим і при порівнянній потужності двигуна природно був більш динамічним і економічним. І в той же час він був недовговічним (термін служби 7-8 років) і маломістким (частина електроустаткування розмістилася в салоні), з вузькими проходами між сидіннями і вузькими дверними прорізами, але випуск цих машин в якійсь мірі дозволив скоротити дефіцит у тролейбусному рухомому складі країни.

## В ігровій та сувенірній індустрії
Модель ЛАЗ-695 випускають виробники «Vector Models» (695Н), «ULTRA Models» (695 і 695Б), «Фіноко» (695Н), «Classicbus» (695Е і 695Н). Фірма Modimio випустила кілька моделей автобусів ЛАЗ-695 в рамках журналу «Наші автобуси».
Автобус ЛАЗ-695Н змодельований для симулятора OMSI, а пізніше модель ЛАЗ-695Н була додана на сервер MTA Province гри Multi Theft Auto: San Andreas.

## ЛАЗ-695 у мистецтві
- Головний герой радянської кінокомедії 1982 р. "Одружений парубок" (рос. "Женатый холостяк") працює водієм автобуса ЛАЗ-695М.
- У репертуарі українського гурту "ICE=LEAD" є пісня "ЛАЗ" (2017 р.), присвячена автобусу "ЛАЗ-695Н".

## Світлини

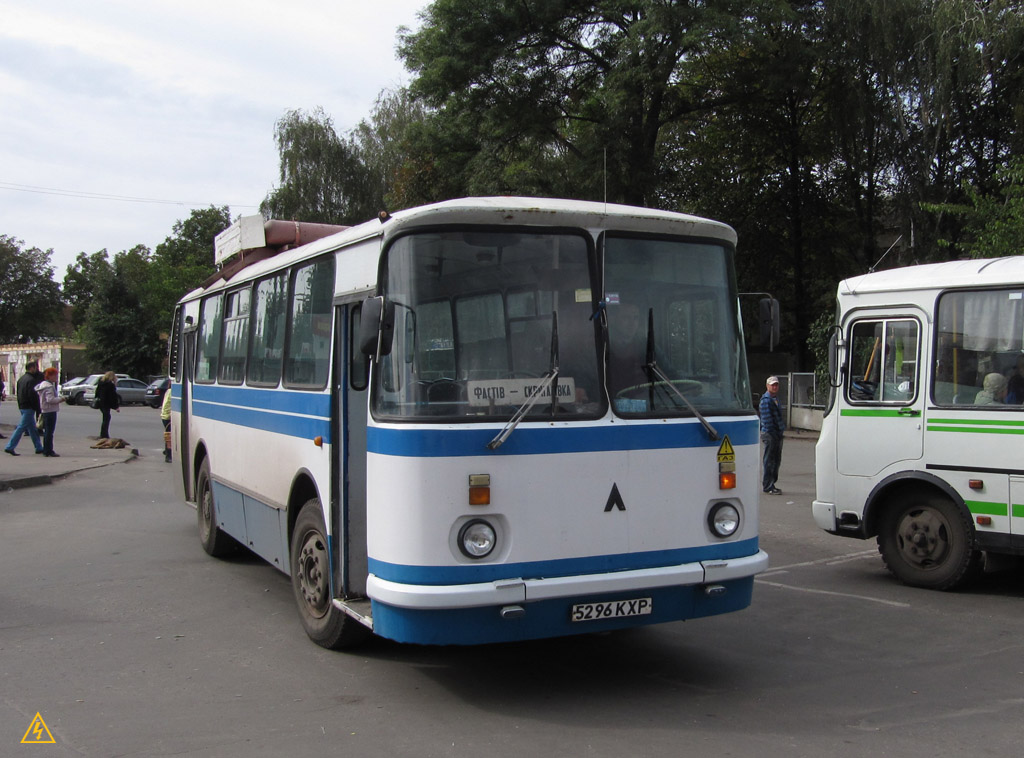
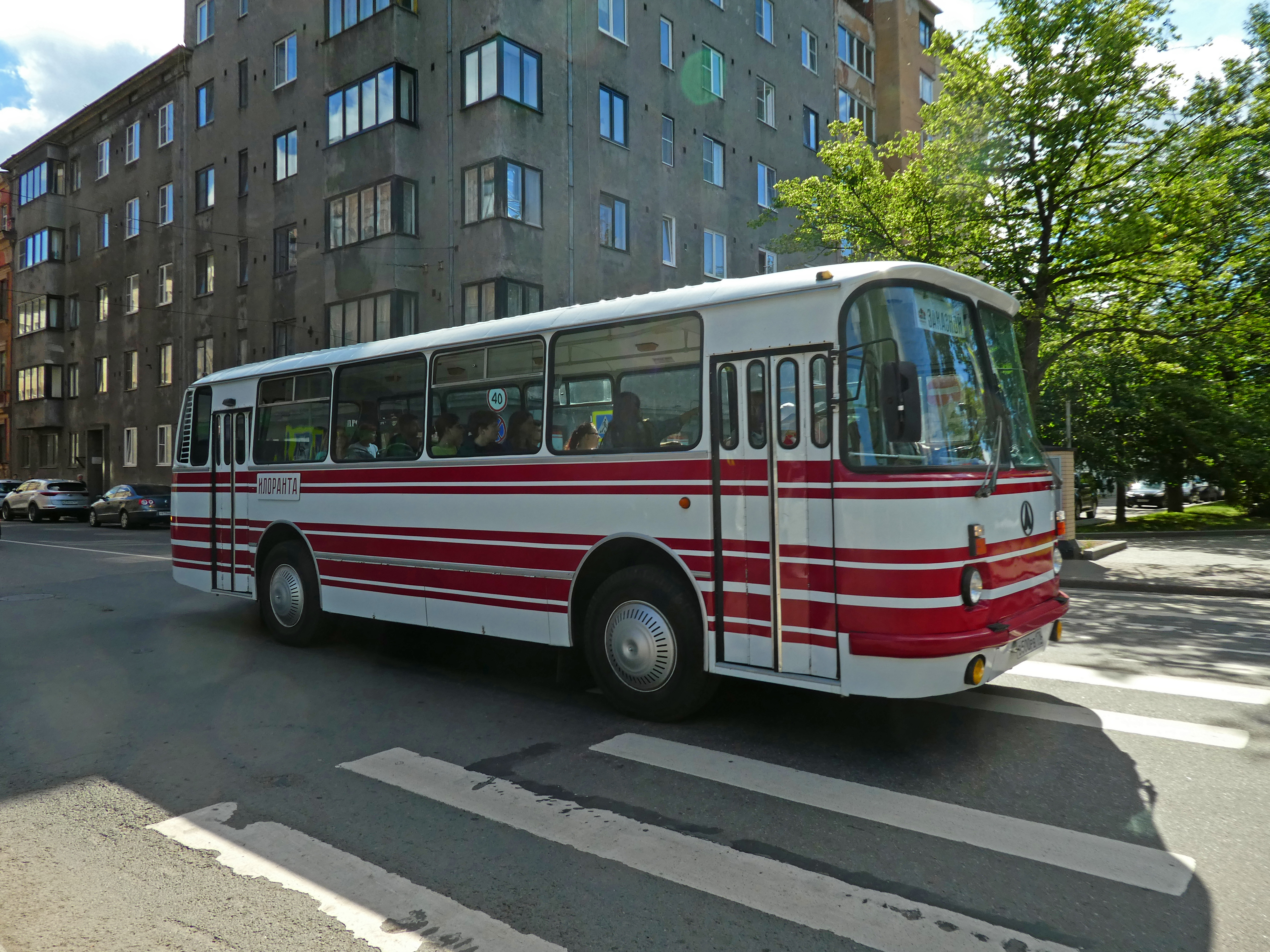
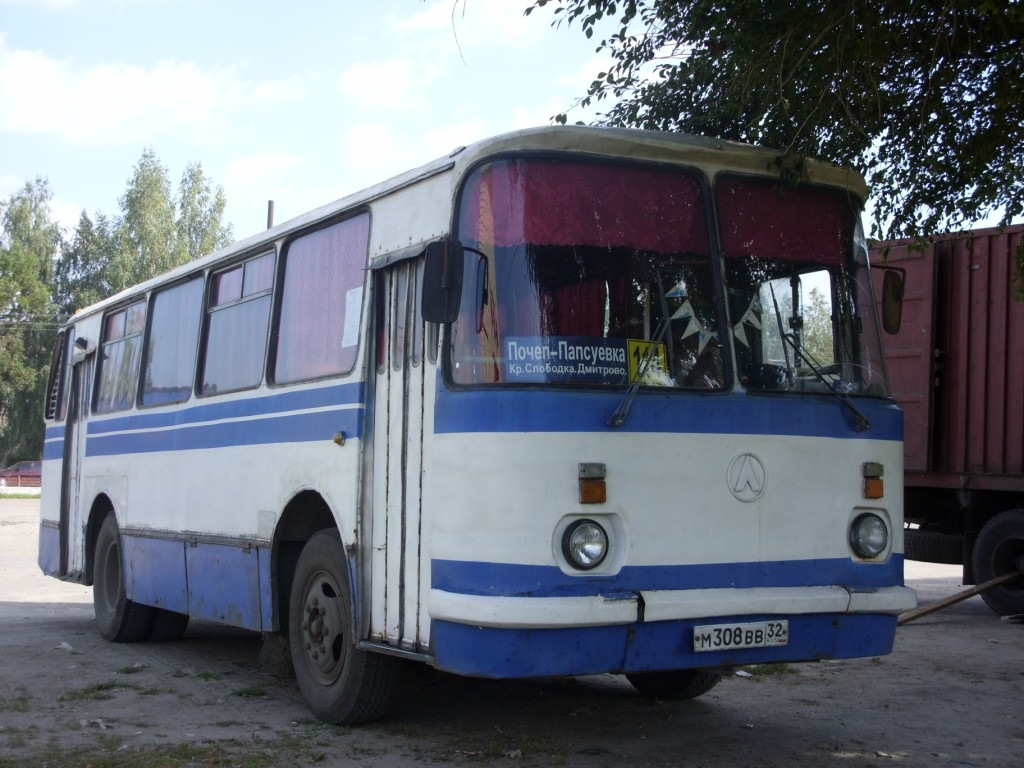
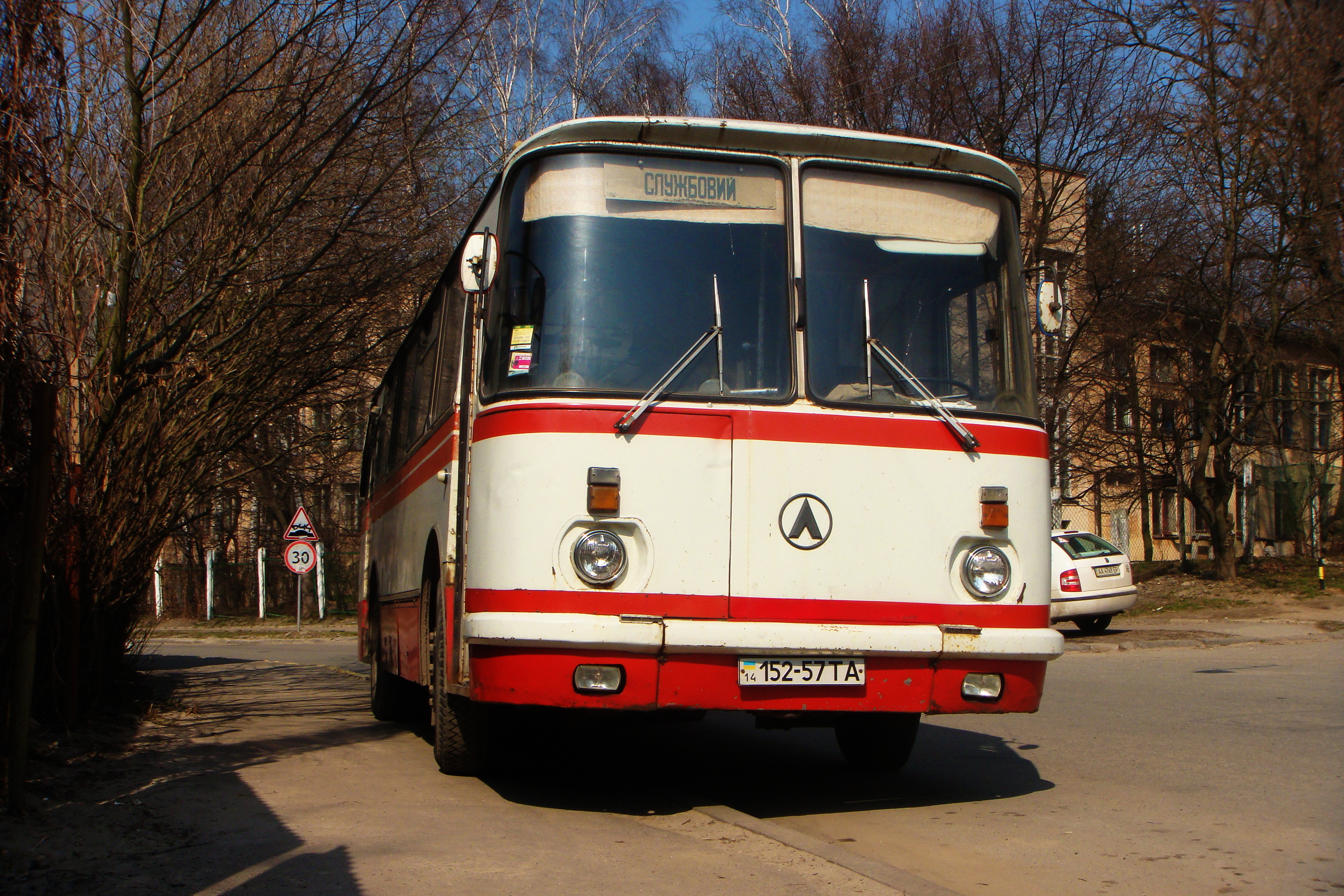
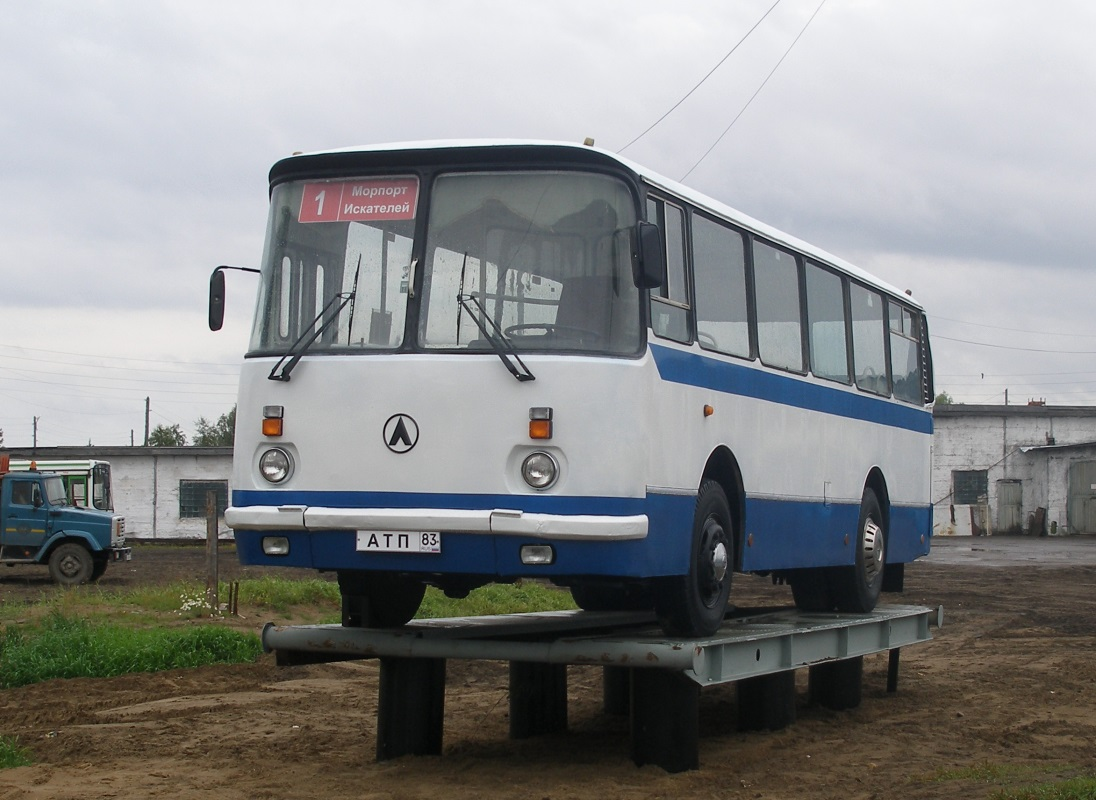
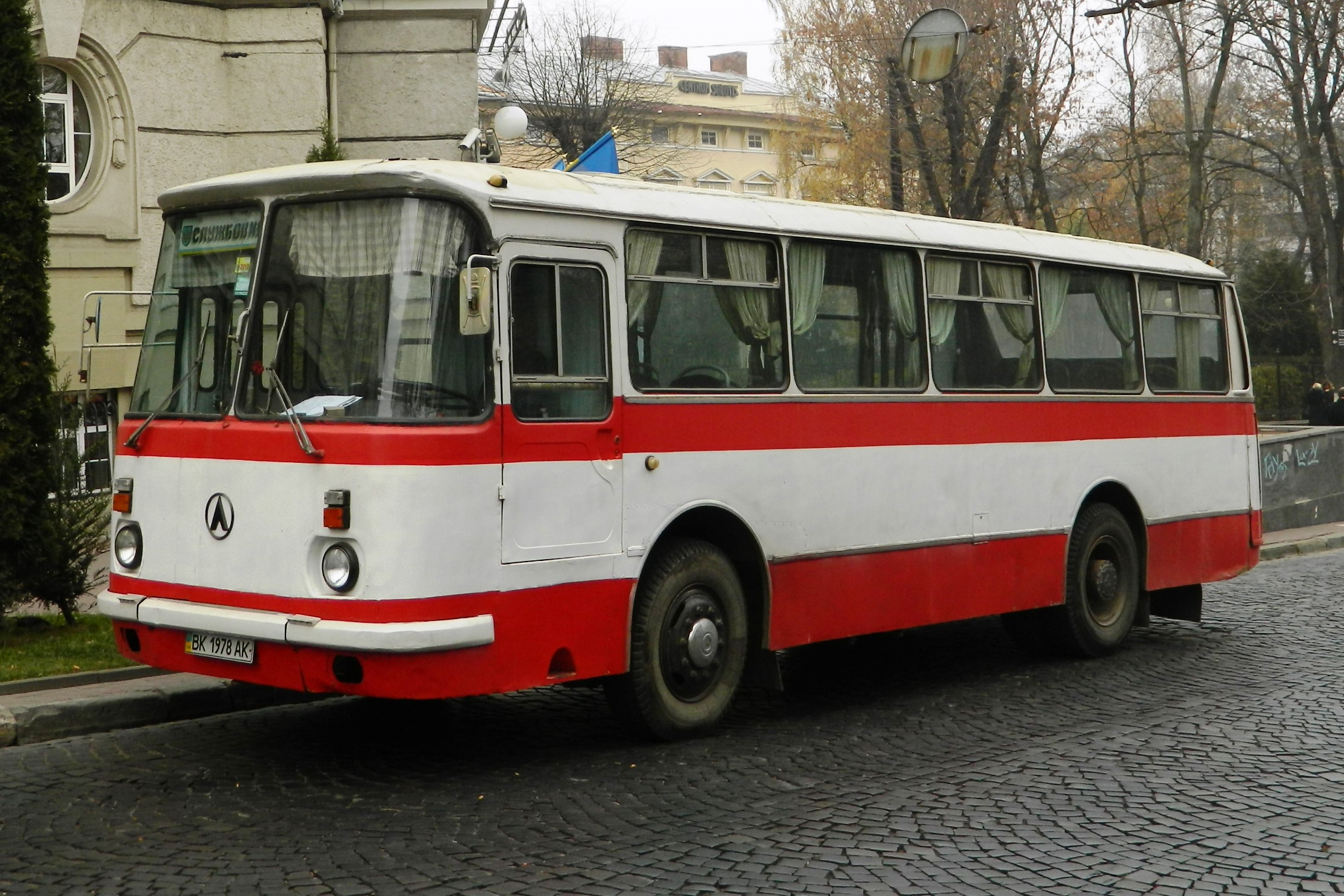
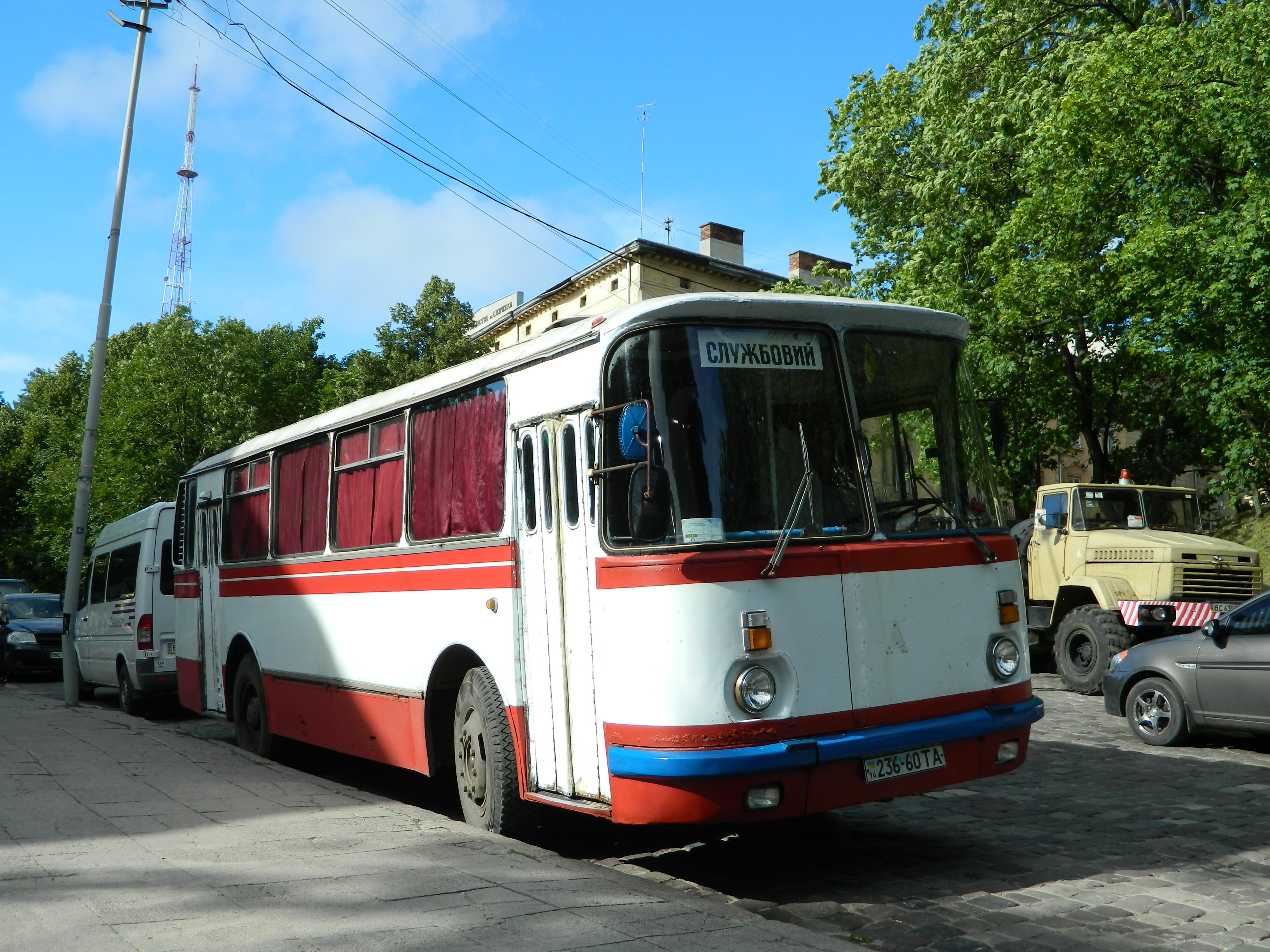
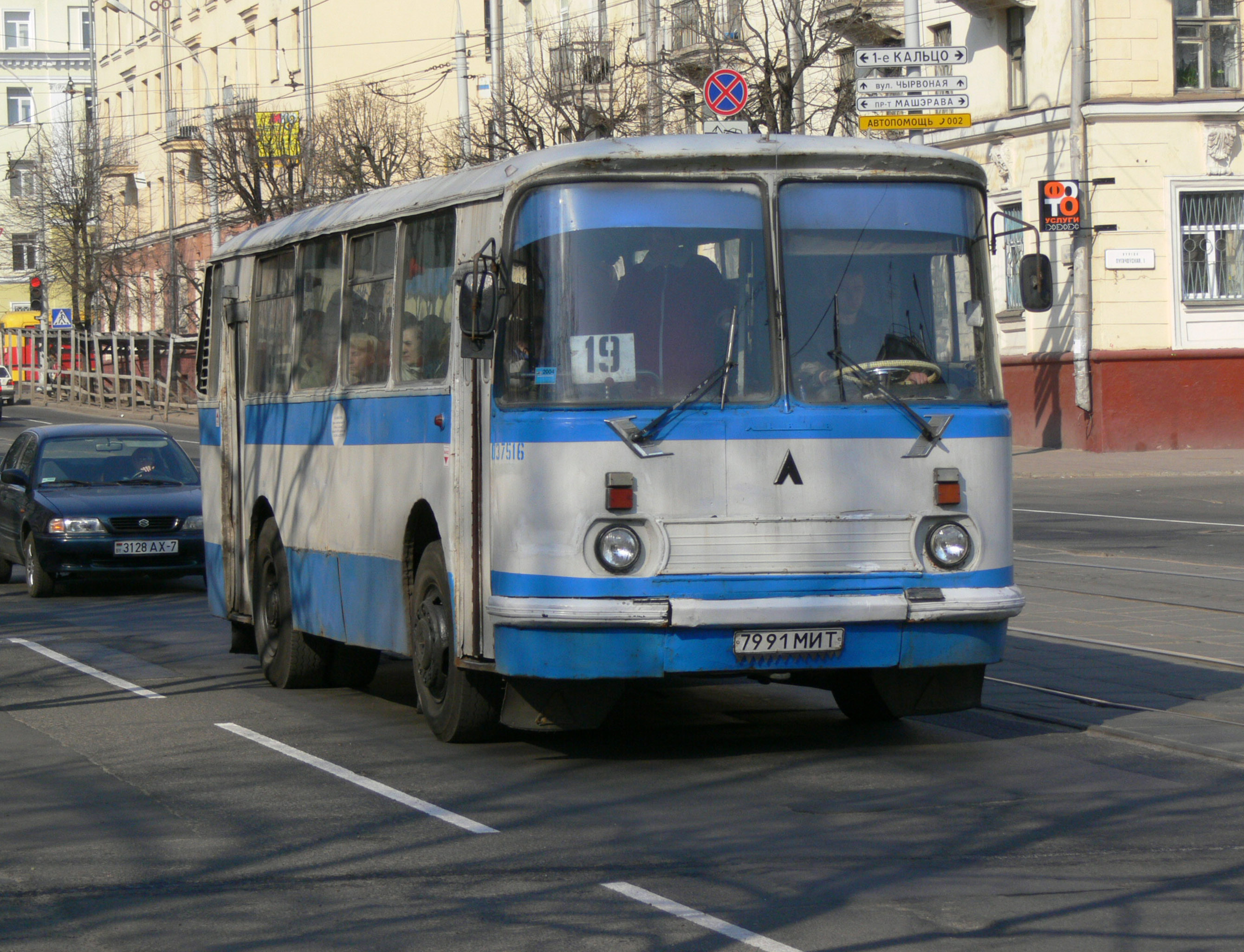
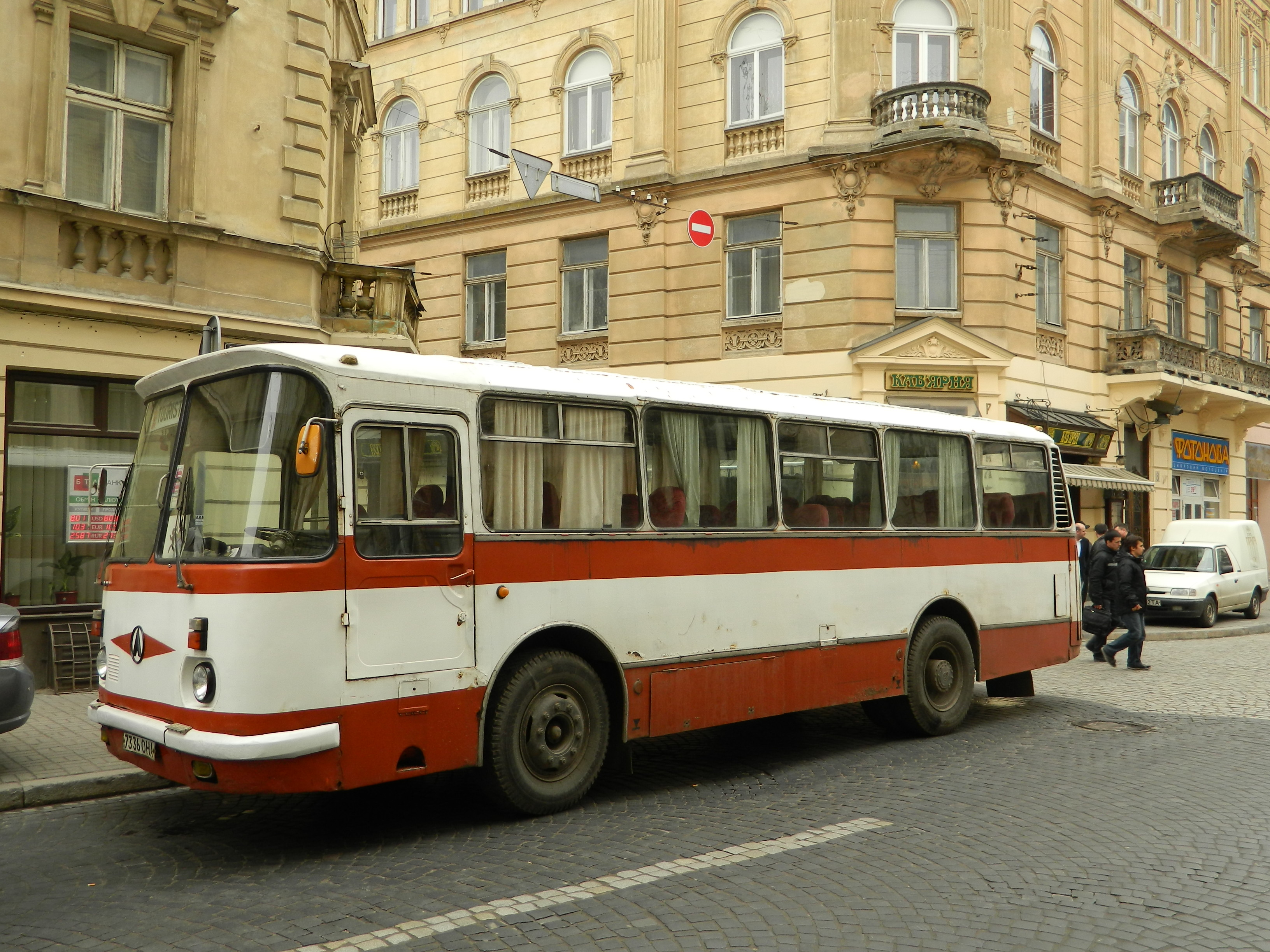
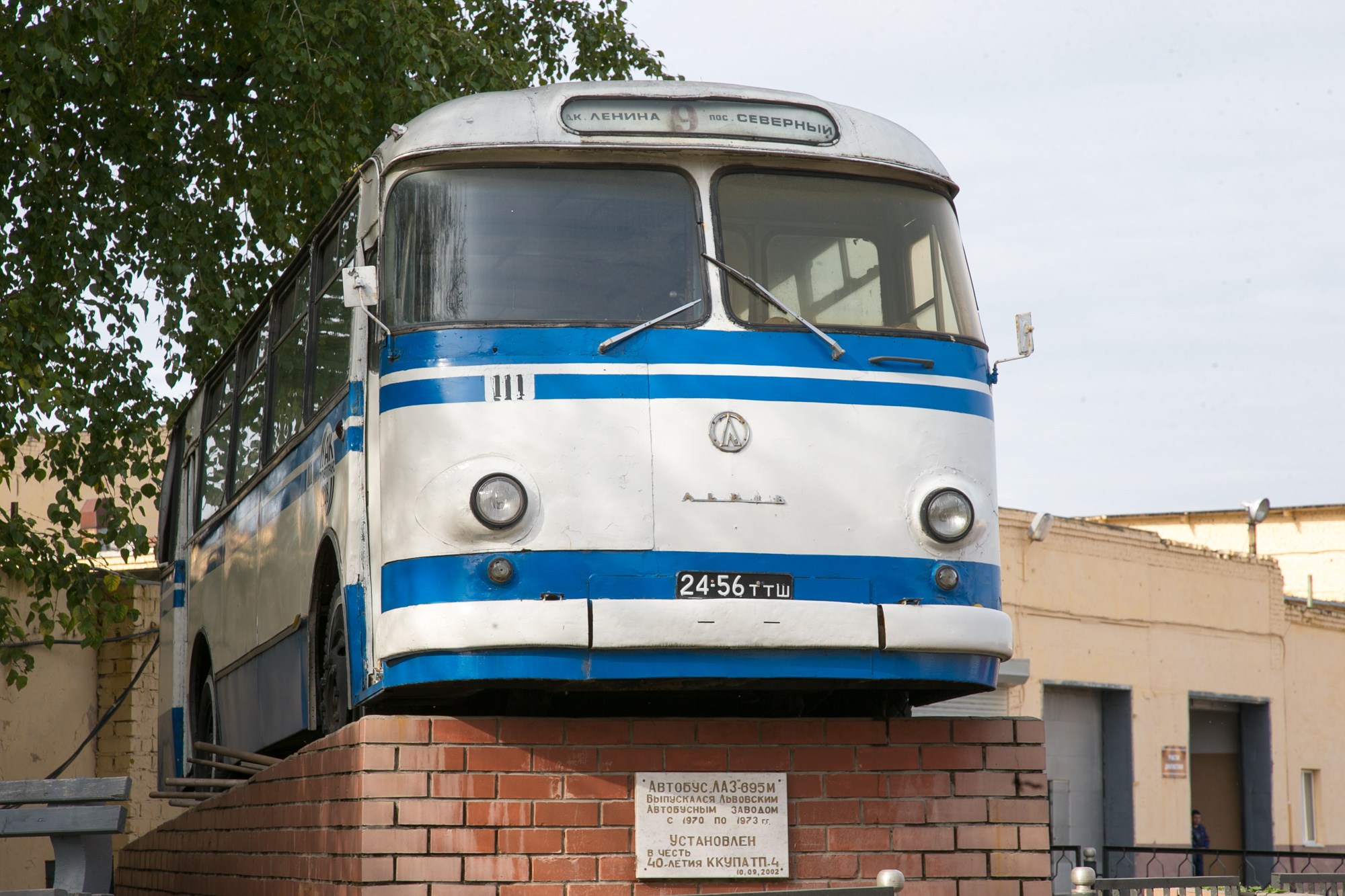